# Ekornes
Ekornes AS ist die Muttergesellschaft der Ekornes Group und der größte Möbelproduzent Skandinaviens mit Marken wie Ekornes, Stressless und Svane. Ekornes beschäftigt in mehr als 40 Ländern über 2784 Mitarbeiter. Die Produktion erfolgt in Norwegen – die Vermarktung übernehmen die regionalen Verkaufsgesellschaften. Neun konzerneigene Vertriebsgesellschaften sind für den Verkauf in Europa, Nord- und Südamerika und Asien/Ozeanien zuständig. Weitere Märkte werden durch Importeure in zahlreichen Ländern betreut.

## Geschichte
Die Produktion von Jens E. Ekornes begann 1934 mit deutschen Maschinen zur Herstellung von Polstermöbelfedern und einer Handvoll Mitarbeitern. Hauptprodukt waren Matratzenfedern, die ersten Svane-Matratzen kamen 1938 in drei Ausführungen auf den Markt.
1959 begann Ekornes mit der Produktion von Schaumstoff für den Eigenbedarf wie für den Weiterverkauf, 1963 kam die Möbelserie Combina in Deutschland auf den Markt und erwies sich als anhaltender Erfolg. 1966 verteilte Ekornes als erster Möbelhersteller in Norwegen Produktinformationen.
1971 wurde Stressless patentiert und erschien auf dem norwegischen Markt. 1980 überstieg der Umsatz von Stressless die 100-Millionen-NOK-Grenze. 1981 erschien das erste Stressless-Modell mit Holzuntergestell.
1984 beschäftigte Ekornes 800 Mitarbeiter und verfügte in acht Fabriken über eine Produktionsfläche von 75.000 Quadratmetern.
1991 wurde das Plus-System entwickelt, patentiert und für die Stressless-Modelle eingeführt, 1993 kam das erste Stressless-Sofa mit individuell verstellbaren Einzelsitzen auf den Markt, 1996 kam die Stressless-Technologie erstmals erfolgreich im Sofabereich zum Einsatz.
1994 ging Ekornes nach Jahren der Expansion und Konsolidierung an die Börse. 2001 gab es weltweit 1.500 Ekornes-Studios. Die Tagesproduktion von Stressless durchbrach die Marke von 1.000 Einheiten. 2002 wurde das Stressless-Logo überarbeitet. 2003 stieg der Umsatz erstmals über 2 Mrd. NOK (damals ca. 240 Mio. Euro). 2004 wurde ein neues Ekornes-Werk eröffnet und die Produktionskapazität auf 2.000 Stressless-Sitzeinheiten pro Tag erhöht.
2005 wurde das Stressless-Angebot um Sessel und Sofas mit niedriger Rückenlehne erweitert, 2007 für verschiedene Stressless-Sofas eine zweite, kleinere Größe eingeführt. 2008 gewann der neu eingeführte Stressless Jazz mit Stahlrohrgestell den norwegischen Designpreis „Norwegian Award for Design Excellence“.
2009 wurde die Grenze von 6 Mio. verkauften Stressless-Sitzeinheiten erreicht. Der Konzernumsatz betrug 2,5 Mrd. NOK (ca. 300 Mio. Euro).
2010 erfolgte die Produkteinführung des ErgoAdapt-Systems (Stressless E200 und Stressless E300), 2011 erschien zum 40. Geburtstag von Stressless das Modell Stressless Magic. 2012 wurde die Stressless-Kollektion um den Sessel Voyager, die Sofagarnituren Wizard und Legend sowie den Hocker und Tisch Stressless Duo erweitert.
2013 belief sich der Umsatz auf 2611 Millionen NOK (ca. 300 Mio. Euro). Zum Jahresende beschäftigte die Gruppe 1576 Mitarbeiter.

## Ekornes in Deutschland
Die Ekornes Möbelvertriebs GmbH wurde 1994 gegründet und ist eine Tochter der Ekornes AS. Die Zentrale befindet sich in Hamburg und ist für den Vertrieb und das Marketing in Deutschland, Österreich, der Schweiz, Luxemburg, den Niederlanden, Polen und Slowenien zuständig. Geschäftsführer ist seit 2022 Fredrik Ødegård Nilsen.

## Produktionsstätten
Die Produktion erfolgt in Norwegen und ist nach Produktgruppen unterteilt: Stressless, Ekornes Collection (Sofas) und Svane (Matratzen).
- J.E. Ekornes AS, Hauptwerk in Ikornnes (Sykkylven): Sitz des Mutterkonzerns, Fertigung von Stressless-Sesseln und Sofas
- Werk Vestlandske: Fertigung Stressless-Sofas.
- Werk in Tynes: Hier wird Laminat für Stressless und andere Möbelprodukte gefertigt.
- Werk in Hareid: Fertigung von Stressless-Sofas und Sofas der Ekornes-Kollektion
- Werk in Grodås: Fertigung von inneren und sichtbaren Holzteilen für Sofas, Konstruktionsteile für Stressless
- Ekornes Fetsund AS: Herstellung der Svane-Matratzen

## Vertriebskonzept
Der Vertrieb von Ekornes-Produkten erfolgt ausschließlich über Handelspartner. Jeder Händler verfügt hierbei in der Regel über sein exklusives Verkaufsgebiet.